# Reol
Reol (яп. れをる Рэору, род. 9 ноября 1993) — японская певица, рэпер, автор песен и музыкальный продюсер. Начала создавать и выпускать музыку на Nico Nico Douga и YouTube в 2012 году. Состояла в группе REOL и в настоящее время продолжает заниматься сольной карьерой.

## Карьера

### 2012—2015: начало карьеры
В конце 2012 года Reol начала выкладывать собственные песни и кавер-версии на видеохостинги Nico Nico Douga и YouTube. С музыкантом Гигой (Giga) она создавала музыку и вокальные партии для некоторых японских вокалоидов, включая Мику Хацунэ. Их первым альбомом стал No Title, выпущенный 17 августа 2014 года на лейбле Celo Project. Также певица сотрудничает с давней подругой и арт-директором Окику (Okiku) в выпуске своих видеоклипов и подготовке релизов. В 2015 году Reol выпустила дебютный альбом под названием Gokusaishiki (яп. 極彩色 гокусайсики), который достиг 9-го места в еженедельном чарте Oricon.

### 2016—2017: в составе REOL
В марте 2016 года Reol, Гига и Окику подписали с лейблом Toy’s Factory контракт, сформировав коллектив под названием REOL, по псевдониму Reol. 19 октября того же года был издан единственный студийный альбом Sigma. 11 октября 2017 года, во время распада, REOL выпустили мини-альбом Endless EP.

### 2018 — настоящее время: Victor Entertainment и профессиональный сольный дебют
В январе 2018 года Reol подписала контракт с лейблом Victor Entertainment. 14 марта вышел её первый мини-альбом Kyoko Shu (яп. 虚構集 кёко: сю:). 17 октября Reol выпустила альбом Jijitsujo  (яп. 事実上 дзидзицудзё).
20 марта 2019 года был издан второй мини-альбом певицы — Bunmei EP (яп. 文明EP буммэй EP). 22 января 2020 года вышел альбом под названием Kinjitou (яп. 金字塔 киндзито:). В мае 2022 года Reol подписала контракт с Sony Music Japan.

## Дискография

### Студийные альбомы
| Дата            | Название              | Высшие позиции | Высшие позиции |
| Дата            | Название              | Oricon         | Billboard      |
| --------------- | --------------------- | -------------- | -------------- |
| 17 августа 2014 | No Title              | —              | —              |
| 29 июля 2015    | Gokusaishiki (極彩色) | 9              | —              |
| 17 октября 2018 | Jijitsujo (事実上)    | 5              | 9              |
| 22 июля 2020    | Kinjitou (金字塔)     | 11             |                |

### Мини-альбомы
| Дата            | Название            | Высшие позиции | Высшие позиции |
| Дата            | Название            | Oricon         | Billboard      |
| --------------- | ------------------- | -------------- | -------------- |
| 17 октября 2018 | Kyoko Shu (虚構集)  | 3              | —              |
| 20 марта 2019   | Bunmei EP (文明EP)  | 3              | 13             |
| 15 декабря 2021 | Dai Rokkan (第六感) | 12             |                |